# 東小浜駅
東小浜駅（ひがしおばまえき）は、福井県小浜市遠敷にある、西日本旅客鉄道（JR西日本）小浜線の駅である。

## 歴史
当初、地元では所在地で郡名にもなっている「遠敷」（）を駅名にすることを要望したが、難読であるとして現在の駅名で開業することとした。

### 年表
- 1953年（昭和28年）8月14日：日本国有鉄道（国鉄）小浜線の新平野駅 - 小浜駅間に新設開業[1][2][3]。旅客営業のみ[4]。
- 1973年（昭和48年）3月15日：荷物扱い廃止[5]。国鉄職員による出札・改札業務を停止し、旅客業務について無人化[6]（その後、簡易委託による乗車券販売を開始）[7]。
- 1987年（昭和62年）4月1日：国鉄分割民営化により、西日本旅客鉄道の駅となる[7][4]。
- 2001年（平成13年）10月1日：東小浜駅を兼ねた小浜市総合福祉センターが開業[8]。
- 2019年（平成31年）3月4日：当駅付近に北陸新幹線の駅を設置する計画を、福井県議会が提示[9]。
- 時期未定：簡易委託を解除し、無人化（予定）[10]。

## 駅構造

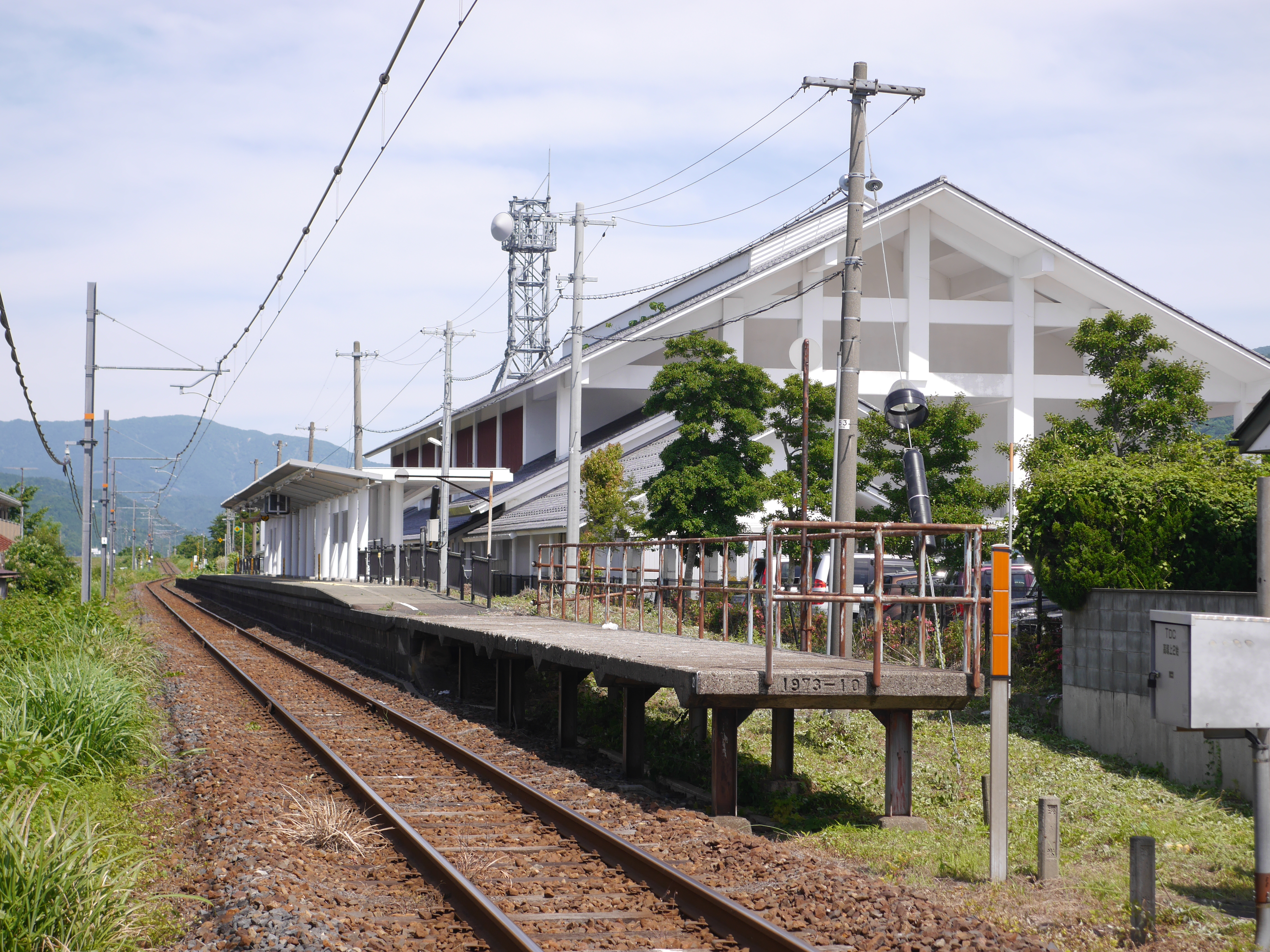
ホーム全景（2017年6月）

南側に単式ホーム1面1線を有する地上駅（停留所）。小浜市総合福祉センターとの合築駅舎を備える。2002年には第4回中部の駅百選に選定されている。
金沢支社が管理し、自治体が窓口業務を受託する簡易委託駅である。係員不在時に備え自動券売機も設置されていたが、現在は撤去されている。ワンマン列車の開扉扱いは2019年4月時点で、無人駅と同様の1両目後乗前降の形式であるが、乗車券等は車内の料金箱ではなく駅係員に渡す形になっている。なお、JR西日本金沢支社は、2030年度（令和12年度）までに委託業務を廃止し無人化する方針としている（実施時期は未定）。

## 利用状況
JR西日本の移動等円滑化取組報告書によると、2023年（令和5年）度の1日平均乗降人員は658人である。
「福井県統計年鑑」によれば、近年の1日平均乗車人員は以下の通り。
| 年度               | 定期外 | 定期 | 総数  |
| ------------------ | ------ | ---- | ----- |
| 1953年（昭和28年） |        |      | 436   |
| 1954年（昭和29年） |        |      | 642   |
| 1955年（昭和30年） |        |      | 670   |
| 1956年（昭和31年） |        |      | 674   |
| 1957年（昭和32年） |        |      | 663   |
| 1958年（昭和33年） |        |      | 735   |
| 1959年（昭和34年） |        |      | 790   |
| 1960年（昭和35年） |        |      | 844   |
| 1961年（昭和36年） |        |      | 881   |
| 1962年（昭和37年） |        |      | 912   |
| 1963年（昭和38年） |        |      | 1,003 |
| 1964年（昭和39年） |        |      | 1,070 |
| 1965年（昭和40年） |        |      | 1,138 |
| 1966年（昭和41年） |        |      | 1,185 |
| 1967年（昭和42年） | 181    | 899  | 1,080 |
| 1968年（昭和43年） | 181    | 900  | 1,081 |
| 1969年（昭和44年） | 169    | 855  | 1,024 |
| 1970年（昭和45年） | 153    | 815  | 968   |
| 1971年（昭和46年） | 137    | 741  | 878   |
| 1972年（昭和47年） | 139    | 749  | 888   |
| 1973年（昭和48年） |        |      |       |
| 1974年（昭和49年） |        |      |       |
| 1975年（昭和50年） | 120    | 679  | 799   |
| 1976年（昭和51年） | 71     | 693  | 764   |
| 1977年（昭和52年） | 46     | 672  | 718   |
| 1978年（昭和53年） | 44     | 762  | 806   |
| 1979年（昭和54年） | 66     | 669  | 735   |
| 1980年（昭和55年） | 61     | 643  | 704   |
| 1981年（昭和56年） | 70     | 599  | 669   |
| 1982年（昭和57年） | 73     | 540  | 613   |
| 1983年（昭和58年） | 62     | 559  | 621   |
| 1984年（昭和59年） | 6      | 57   | 63    |
| 1985年（昭和60年） | 58     | 585  | 643   |
| 1986年（昭和61年） | 9      | 565  | 574   |
| 1987年（昭和62年） | 9      | 611  | 620   |
| 1988年（昭和63年） | 9      | 653  | 662   |
| 1989年（平成元年） | 11     | 719  | 730   |
| 1990年（平成02年） | 13     | 679  | 692   |
| 1991年（平成03年） |        |      | 595   |
| 1992年（平成04年） | 93     | 576  | 669   |
| 1993年（平成05年） | 69     | 556  | 625   |
| 1994年（平成06年） | 77     | 546  | 623   |
| 1995年（平成07年） | 88     | 549  | 637   |
| 1996年（平成08年） | 87     | 574  | 661   |
| 1997年（平成09年） | 79     | 550  | 629   |
| 1998年（平成10年） | 78     | 530  | 608   |
| 1999年（平成11年） | 65     | 481  | 546   |
| 2000年（平成12年） | 51     | 463  | 514   |
| 2001年（平成13年） | 54     | 462  | 516   |
| 2002年（平成14年） | 58     | 484  | 542   |
| 2003年（平成15年） | 56     | 471  | 527   |
| 2004年（平成16年） | 54     | 467  | 521   |
| 2005年（平成17年） | 52     | 457  | 509   |
| 2006年（平成18年） | 51     | 422  | 473   |
| 2007年（平成19年） | 50     | 434  | 484   |
| 2008年（平成20年） | 51     | 433  | 484   |
| 2009年（平成21年） | 45     | 423  | 469   |
| 2010年（平成22年） | 49     | 380  | 429   |
| 2011年（平成23年） | 44     | 374  | 418   |
| 2012年（平成24年） | 45     | 344  | 389   |
| 2013年（平成25年） | 43     | 372  | 415   |
| 2014年（平成26年） | 41     | 354  | 395   |
| 2015年（平成27年） | 41     | 354  | 395   |
| 2016年（平成28年） | 41     | 349  | 390   |
| 2017年（平成29年） | 39     | 337  | 376   |
| 2018年（平成30年） | 36     | 324  | 359   |
| 2019年（令和元年） | 35     | 300  | 335   |

## 駅周辺
駅北側は田畑が大きく広がる。警察署・ヘリポート・空調用モータの研究所はこちら側にあり、北へ抜けると北川を経て瑞伝寺に至る。駅南側は民家が多く、商店が点在する。商業施設や外食チェーン店は国道27号沿いに集約されている。
- 福井県若狭合同庁舎 - 福井県嶺南振興局
- 福井県立若狭歴史博物館
- 若狭姫神社[2]
- 若狭彦神社[2]
- 萬徳寺
- 若狭神宮寺
- 明通寺
- 若狭ヘリポート
- 福井県小浜警察署
- 福井県立若狭東高等学校
- ニデックテクノモータ福井技術開発センター
- 国道27号
- 福井県道24号小浜上中線
- 福井県道35号久坂中ノ畑小浜線
- 福井県道146号東小浜停車場線
- 福井県道220号羽賀東小浜停車場線
- 西日本JRバス若江線「遠敷」停留所
- 北川
- ママーストアー 東小浜店

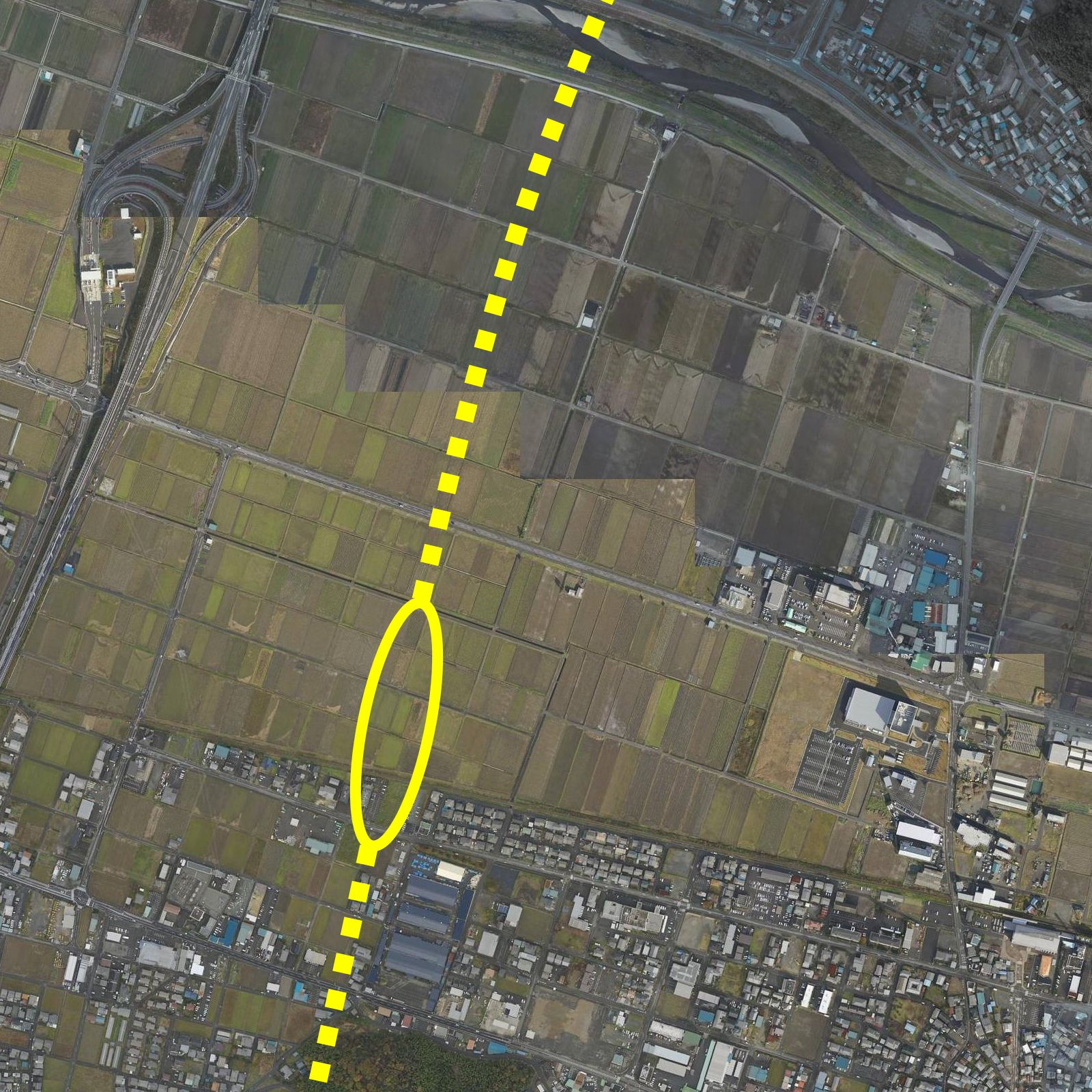
新幹線駅の予定位置

当駅の西に小浜線と交差して北陸新幹線の駅を設置することが発表されている。

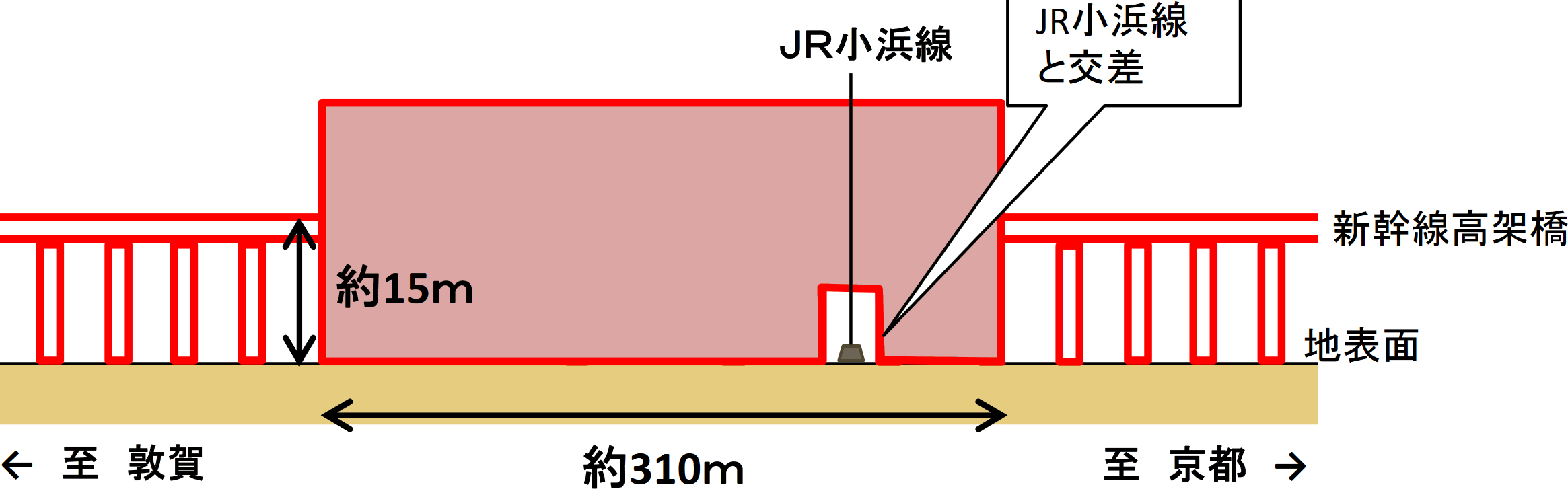
新幹線駅の断面図。構造は2面2線で長さ約310m、幅約20-30m。前後の線路は高さ約15mの高架橋を通る。

## 隣の駅
西日本旅客鉄道（JR西日本）
■小浜線
新平野駅 - 東小浜駅 - 小浜駅